# Richard Kerschagl
Richard Kerschagl (* 25. Mai 1896 in Wien; † 30. Dezember 1976 in Hermagor, Kärnten) war ein österreichischer Nationalökonom.

## Leben
Richard Kerschagl war Sohn eines Kärntner Bürgerschuldirektors und Musikschriftstellers. Er besuchte das Schottengymnasium in Wien und begann anschließend an der Wiener Universität Rechts- und Staatswissenschaften zu studieren. Zu Beginn des Ersten Weltkrieges meldete er sich freiwillig zum Kriegsdienst, den er bis Kriegsende im Feldhaubitzregiment Nr. 14 leistete und wobei er den Rang eine Leutnants erreichte. Nach eigenen Angaben nahm er auch am Kärntner Abwehrkampf teil. 1919 promovierte er zum Dr. iur, 1922 zum Dr. rer. pol.
Ab 1920 arbeitete Richard Kerschagl als Währungssachverständiger in der Oesterreichsch-ungarischen Bank, ab 1923 als Rechtskonsulent und volkswirtschaftlicher Referent in der Oesterreichischen Nationalbank. Später wurde er dort Leiter der statistischen und publizistischen Abteilung und der Bibliothek. Als Vertreter Österreichs wurde er zu einigen internationalen Konferenzen delegiert.
Ab 1921 lehrte Kerschagl als Privatdozent an der Hochschule für Welthandel. 1929 wurde er außerordentlicher Professor für Volkswirtschaftslehre unter Einschluss der Finanzwissenschaft. Von 1928 bis 1938 lehrte er auch an der Konsularakademie, ab 1930 mit dem Titel Professor für Handelspolitik. 1933 richtete er an der Hochschule für Welthandel das Seminar für Währungsforschung ein und wurde Leiter des Instituts für Wirtschaftspolitik an der Konsularakademie. 1937 wurde er zum außerordentlichen Professor an der Hochschule für Welthandel ernannt. Kerschagl war Mitglied mehrere akademischer Vereinigungen und der Leo-Gesellschaft.
1929 trat Kerschagl der Wiener Heimwehr bei, wo er 1933/34 Kompaniekommandant war und mit der er an den Februarkämpfen 1934 teilnahm. In diesen Jahren gehörte er auch zum sogenannten Spannkreis und arbeitete 1931 und 1932 an dessen Zeitschrift Ständisches Leben mit.
Im austrofaschistischen Ständestaat gehörte Kerschagl ab 1. November 1934 dem Staatsrat und ab 27. November 1934 dem Bundestag an.
Mit dem „Anschluss“ Österreichs an den NS-Staat im März 1938 wurde Kerschagl aller Ämter enthoben und war von 13. März bis 29. Juli 1938 inhaftiert. Anschließend wurde er mit „Gauverbot“ belegt. Im August 1938 erfolgt seine Entlassung nach dem BBG, die im März 1940 rückwirkend in eine Versetzung in den Ruhestand unter Verminderung der Bezüge umgewandelt wurde. Er arbeitete bis 1944 in Berlin und als Leiter einer Bank im besetzten Polen. 1944 kehrte er nach Kärnten zurück und wurde in der Widerstandsbewegung aktiv.
Ab Mai 1945 wirkte er im besetzten Nachkriegsösterreich als Berater in wirtschaftlichen Fragen für die britische Militärbehörde und als Beauftragter für Westkärnten für die  Provisorische Landesregierung, wobei er unter anderem bei der Entnazifizierung tätig war. Im selben Jahr wurde er rehabilitiert. Er kehrte an seinen Lehrstuhl an der Wiener Hochschule für Welthandel zurück und wurde zum ordentlichen Professor und Vorstand des Instituts für Volkswirtschaftslehre ernannt. Von 1947 bis 1949 und von 1960 bis 1962 war er Rektor der Hochschule. Daneben war er ab 1949 Honorardozent, ab 1952 Honorarprofessor für Weltwirtschaftslehre an der juristischen Fakultät der Universität Wien. Ab 1952 war Kerschagl auch Obmann der Gewerkschaft der Hochschullehrer. Er nahm einige Gastprofessuren in den USA, in Frankreich und in Spanien an. 1967 wurde Kerschagl emeritiert.
Kerschagl saß in der Präsidentschaft mehrerer in- und ausländischer wissenschaftlicher Vereine. Ab 1958 war er Präsident der österreichischen UNESCO-Kommission. Von 1958 bis 1976 war er Präsident des Verbands Österreichischer Volkshochschulen. Politisch engagierte er sich in der ÖVP, für die er verschiedene wirtschafts- und wissenschaftspolitische Funktionen ausübte.

## Auszeichnungen (Auswahl)
- 1935: Ritterkreuz I. Klasse des österreichischen Verdienstordens[3]
- 1953: Ehrenmitglied der katholischen Studentenverbindung K.Ö.H.V. Mercuria Wien im ÖCV[4]
- 1966: Großes Goldenes Ehrenzeichen am Bande für Verdienste um die Republik Österreich[5]
- 1966: Ehrenmedaille der Stadt Wien in Gold[5]

## Werke (Auswahl)
- Der Anteil Österreichs an den Fortschritten der modernen Nationalökonomie, 1938
- Handelspolitik, 1947
- Abriß der Finanzwirtschaft, 1950
- Das österreichische Devisenrecht, 1957
- Die Inflation, 1973